# Khối Đồng Minh thời Chiến tranh thế giới thứ nhất
Phe Đồng Minh trong Chiến tranh thế giới thứ nhất - tên gọi của liên minh các quốc gia dẫn đầu bởi Cộng hòa Pháp, Vương quốc Anh và Ireland, Đế quốc Nga, Vương quốc Ý, Đế quốc Nhật Bản và Hoa Kỳ nhằm chống lại khối Liên minh Trung tâm bao gồm Đế quốc Đức, Đế quốc Áo-Hung, Đế chế Ottoman và Vương quốc Bulgaria trong Thế chiến thứ nhất (1914-1918). Khái niệm về Đồng minh không giống với khái niệm của Entente, các thành viên của khối liên minh này được thành lập trước chiến tranh, bao gồm Vương quốc Anh, Pháp và Đế quốc Nga. Ý đổi phe từ phe Liên minh Trung tâm vào phe Hiệp ước năm 1915.  Ngoài ra, các quốc gia khác sau đó đã tham gia cuộc chiến bao gồm Bồ Đào Nha, Hoa Kỳ và các quốc gia khác.
Hoa Kỳ tuyên chiến với Đức với lý do Đức vi phạm tính trung lập của Hoa Kỳ bằng cách tấn công các tàu Mỹ tham gia vận tải hàng hải quốc tế, và vì một bức điện từ Zimmermann, được gửi đến Mexico. Hoa Kỳ tham gia cuộc chiến như một "lực lượng liên kết" chứ không phải là một đồng minh chính thức của Pháp và Anh. Các "thành viên liên kết" khác bao gồm Serbia, Bỉ, Montenegro, Asir, Nejd và Hasa, Bồ Đào Nha, Romania, Hejaz, Panama, Cuba, Hy Lạp, Trung Quốc, Siam, Brazil, Guatemala, Nicaragua, Costa Rica, Haiti và Honduras . Các hiệp ước được ký kết tại Hội nghị Hòa bình Paris năm 1919 đã công nhận Vương quốc Anh, Pháp, Ý, Nhật Bản và Hoa Kỳ là 'các cường quốc chính của phe Đồng minh'.